# Stephan Reichenberger
Stephan Reichenberger (* 24. Juni 1957 in Bayreuth) ist ein deutscher Fernsehautor, Formatentwickler und Creative Producer.

## Leben
Reichenberger begann seine berufliche Laufbahn als Zeitungs- und Hörfunkredakteur sowie als Fernsehspieldramaturg. In den 1990er Jahren entwickelte er für öffentlich-rechtliche Rundfunkanstalten zum Teil noch heute existierende Fernsehformate, u. a. 1996/97 für Nina Ruge das Prominentenmagazin Leute heute (ZDF), 1993 und 1997 für Bodo H. Hauser und Ulrich Kienzle das politisch-satirische Moderationsformat für Frontal (ZDF) und „Die Meinungsmacher“, 1993 für Hubertus Meyer-Burckhardt die satirische Talkshow Sowieso (ARD), 1992 ebenfalls für Meyer-Burckhardt die erste Cross Media Business Show How Much? (ARD), sowie 1988 Leo's für Andreas Lukoschik (BR, ARD). Als Entwicklungschef für ServusTV Österreich war er 2018/19 u. a. für neue Magazin-, Outdoor- und Garten-Dokus zuständig, bei der 2019 gezeigten Sendereihe „Sissy – Mein Sommer auf der Alm“ über die junge deutsch-österreichische Archebäuerin Sissy Strubreiter auch als Autor/Regisseur. In den Jahren 2021/22 konzipierte und organisierte er für die Münchner Mediengruppe Leonine Holding als künstlerischer Leiter im Auftrag des Konzerngründers Fred Kogel den Relaunch des Bayerischen Fernsehpreises, der als Gala-Event der Medien.Bayern GmbH unter dem neuen Titel Blauer Panther – TV & Streaming Award am 19. Oktober 2022 in der neuen Location BMW-Welt Premiere feierte und sowohl vom BR Fernsehen als auch auf Online-Plattformen veröffentlicht wurde. Außerdem publizierte Reichenberger Sachbücher und Romanbiografien u. a. als Co-Autor von Hans Rudolf Wöhrl und Hasan Cobanli. 2024 betreute er als Development Editor und Creative Consultant des Münchner Kinder- und Jugendpsychiaters Dr. Alexander Korte für den Kohlhammer-Verlag die erste deutschsprachige interdisziplinäre Monografie "Hinter dem Regenbogen" zum Thema Geschlechtsdysphorie bei Minderjährigen. Das als Debattenbeitrag konzipierte und in allen großen Qualitätszeitungen beworbene Buch gilt bei Elternverbänden und fachmedizinischen Kritikern des "transaffirmativen" Behandlungsansatzes als Standardwerk und wurde von der Feministin Alice Schwarzer vorab als "lebensrettend" bewertet.

## Werke
Dokumentation
Als produzierender Autor und Regisseur bzw. Ko-Regisseur realisierte Reichenberger Dokumentationen und Doku-Shows, u. a. den Jubiläums-Event „70 Jahre Salzburger Festspiele“ (ORF, 1991) auf Schloss Leopoldskron, sowie biographische Sendungen über Wolfgang Rademann, Peter Alexander, Joachim Fuchsberger und Marcel Reich-Ranicki. Als Regisseur und Ko-Autor des Vorstandsvorsitzenden der Axel Springer AG Mathias Döpfner begleitete er den österreichisch-britischen Verleger und Politikberater Lord Arthur George Weidenfeld auf Auslandsreisen nach Israel, New York und London für eine ARD-Dokumentation anlässlich von Weidenfelds 90. Geburtstag. Für Servus TV entwickelte er 2018 und 2019 u. a. die mobile Koch-Doku „Die reisende Küche“ mit der Wirtin Anita Kraisser und dem Haubenkoch-Gesellen Max Nemec, die Sennerinnen-Doku „Sissy – Mein Sommer auf der Alm“ mit der Jung-Archebäuerin Sissy Strubreiter, die Garten-Doku „Gartln mit Starkl“ mit dem Gartenunternehmer Josef Starkl III. sowie als Koproduktion von Kronen Zeitung und Servus TV das wöchentliche TV-Magazin „Entenfellners Tier-Welt“, moderiert von der Kolumnistin Maggie Entenfellner. Seit 2020 gestaltet Reichenberger als Regisseur, Kameramann und Produzent den Kanal „Archebauer“ des Österreichischen Archebauern und Lebenskünstlers Thomas Strubreiter auf Youtube mit inzwischen 25 Folgen.
Film und Satire
Drehbücher schrieb Reichenberger u. a. für die Fernsehreihe Pfarrer Braun (mehrere Krimikomödien mit Ko-Autorin Cornelia Willinger).
2010 entwickelte Reichenberger u. a. mit Bruno Jonas für das Bayerische Fernsehen die Satireshow Klugscheißer.
Der Heimatfilm Die Posthalter-Christl (Reichenberger/Willinger nach Romanvorlage von Hans Ernst) wurde als HD-Pilotprojekt vollständig an Originalmotiven in den Alpen gedreht. An der Produktion, die Reichenberger auch als Ko-Produzent (Bavaria Film, Moviepool) betreute, wirkten neben bekannten bayerischen Volksschauspielern zahlreiche Laiendarsteller des traditionsreichen Volkstheaters Flintsbach mit.
Im Jahr 2004 kompilierte Reichenberger aus Episoden der Fernsehserie Raumpatrouille von 1966 den Kino-Remix Raumpatrouille Orion – Rücksturz ins Kino. Der Komponist Peter Thomas steuerte dazu Urversionen seiner – damals nur mono ausgestrahlten und bis heute weltweit gecoverten und gesampelten – Stereo-Soundtracks bei, die ein aufwändiges Remastering der berühmten Filmmusik ermöglichten. Die Kinoversion wird seitdem auf Festivals und im Fernsehen eingesetzt. Die Europäische FilmPhilharmonie führte den neuen Soundtrack mehrfach im Rahmen von Science-fiction-Konzerten live zur Leinwandprojektion auf.
Im Auftrag des Theaterfestivals Steirischer Herbst schrieb Reichenberger mit dem Satiriker Jörg Metes die medienkritische Komödie Sonyboys, die 1998 unter Reichenbergers Regie in Graz uraufgeführt und von ORF/3sat ausgestrahlt wurde. Handlung: Zwei ausgemusterte Magazinmoderatoren des öffentlich-rechtlichen Fernsehens heuern bei einem kleinen Privatsender an, der ihre guten Namen für billigst produzierte Fake News missbraucht.
Sonstige Projekte
Nach mehrjährigem Auslandsaufenthalt in New York City und London überarbeitete und betreute Reichenberger von 1999 bis 2005 als künstlerischer Leiter die Gala-Events des Deutschen Filmpreises und entwickelte zusammen mit der New Yorker Künstlerin Mechthild Schmidt die Preis-Statuette Lola.
Für den Regierenden Bürgermeister von Berlin Klaus Wowereit entwickelte und produzierte Reichenberger (Schwanstein TV) 2002 den Event zur feierlichen Wiedereröffnung des 22 Monate lang restaurierten Brandenburger Tors am 3. Oktober 2002. Ex-Präsident Bill Clinton und Bundeskanzler Gerhard Schröder öffneten vor einer Million Schaulustigen gemeinsam einen gigantischen Reissverschluss am Tor und entfernten die Verhüllung. Dabei assistierte ihnen der am Seil eines Fesselballons schwebende Münchner Modemacher Willy Bogner und als Stunt-Koordinator Jochen Schweizer. TV-Sender übertrugen die Veranstaltung weltweit. Reichenberger und die Berliner Agentur Brandt & de Gelmini wurden zusammen mit Jochen Schweizer dafür mit dem EVA Award 2003 in Silber für „Public Events“ ausgezeichnet.
Im Auftrag der Europäischen Rundfunkunion (EBU) und des EU-Kommissariats produzierte Reichenberger 2004 die international übertragene Eurovisions-Show zur Osterweiterung der Europäischen Union, deren Höhepunkt das vom Lichtkünstler Gert Hof im Hafen von Valletta inszenierte Feuerwerk auf Malta war.
Für den Gesundheitskonzern Fresenius (Unternehmen) realisierte Reichenberger als Regisseur zum 100. Firmenjubiläum vier kurze Imagefilme, die binnen weniger Wochen in Deutschland, Ghana, Australien und China gedreht wurden und beeindruckende Patientenschicksale schilderten.
2022 gewann der Münchner Medienkonzern Leonine mit Reichenbergers Relaunch-Konzept die europaweite Ausschreibung für den jährlichen Verleihungs-Event Blauer Panther TV & Streaming Award für herausragende Bewegtbild-Produktionen. Mit dem vom Freistaat Bayern gestifteten Preis wurden unter Reichenbergers künstlerischer Leitung in Anwesenheit des bayerischen Ministerpräsidenten Markus Söder und der bayerischen Staatsministerin für Digitales Judith Gerlach u. a. der Talk-Moderator Markus Lanz, der Schauspieler und Ex-Gouverneur von Kalifornien Arnold Schwarzenegger, der TV-Comedian und Schauspieler Olli Dittrich sowie der Fernsehmoderator Joko Winterscheidt ausgezeichnet.

## Auszeichnungen
- Adolf-Grimme-Preis mit Bronze 1989 für Leo's (ARD/BR, zusammen mit Andreas Lukoschik)
- New York Festivals Award für How much? Die Business-Show mit Hubertus Meyer-Burckhardt (ZDF)
- International Monitor Award für Mastermainz (ZDF-Programmpräsentation erstmals auf CD-ROM)
- EVA Event Award für Brandenburger Tor Enthüllung 2002 (international übertragener Live-Event)

## Buchveröffentlichungen
- Hans Rudolf Wöhrl, Stephan Reichenberger, „Wie meine Träume fliegen lernten“, Piper, 2017, ISBN 3-492-05904-X, ISBN 978-3-492-05904-6
- Hasan Cobanli, Stephan Reichenberger: „Der halbe Mond“, LangenMüller, 2015, ISBN 3-7844-3377-4, ISBN 978-3-7844-3377-6
- Bodo H. Hauser, Ulrich Kienzle, Stephan Reichenberger: „Noch Fragen, Kienzle? Ja, Hauser!“, Heyne, 1997, ISBN 3-453-11767-0
- Bodo H. Hauser, Ulrich Kienzle, Stephan Reichenberger: „Total Frontal“, Heyne, 1999, ISBN 3-453-15530-0
- Bodo H. Hauser, Ulrich Kienzle, Stephan Reichenberger: „Bitte recht feindlich!“, Heyne, 2002, ISBN 3-453-16497-0
- Bodo H. Hauser, Ulrich Kienzle, Stephan Reichenberger: „Küchenkabinett“, Heyne, 2002, ISBN 3-453-16536-5
- Bodo H. Hauser, Ulrich Kienzle, Stephan Reichenberger: „SchwarzRotGeld“, Hoffmann und Campe, 2002, ISBN 3-455-11076-2
- Stephan Reichenberger, Alex Rühle: „...und alle Fragen offen - Das Beste aus dem Literarischen Quartett“, Heyne, 2000, ISBN 3-453-16506-3